# Fritz Skarbovskis
Fritz Skarbovskis (* 1944 in Dresden; † 19. Januar 2016) war ein Dresdner Imbissverkäufer. Seit 1999 stand er mit seinem roten, zum Imbissstand umgebauten Tempo Hanseat auf dem im Wiederaufbau befindlichen Neumarktareal in Dresden, aus dem er Bratwurst verkaufte.

## Leben

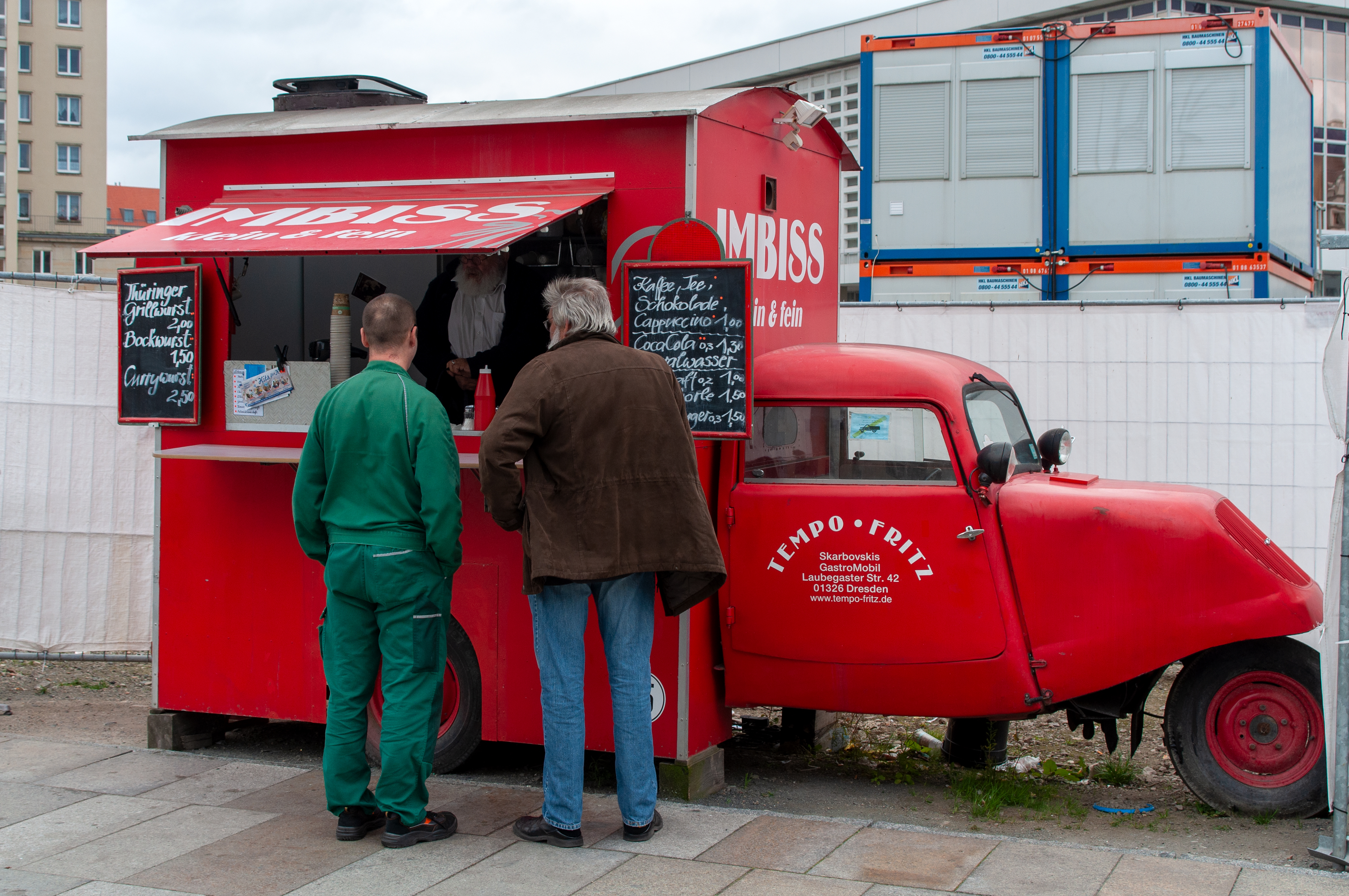
Fritz Skarbovskis im Verkaufsgespräch mit Kunden

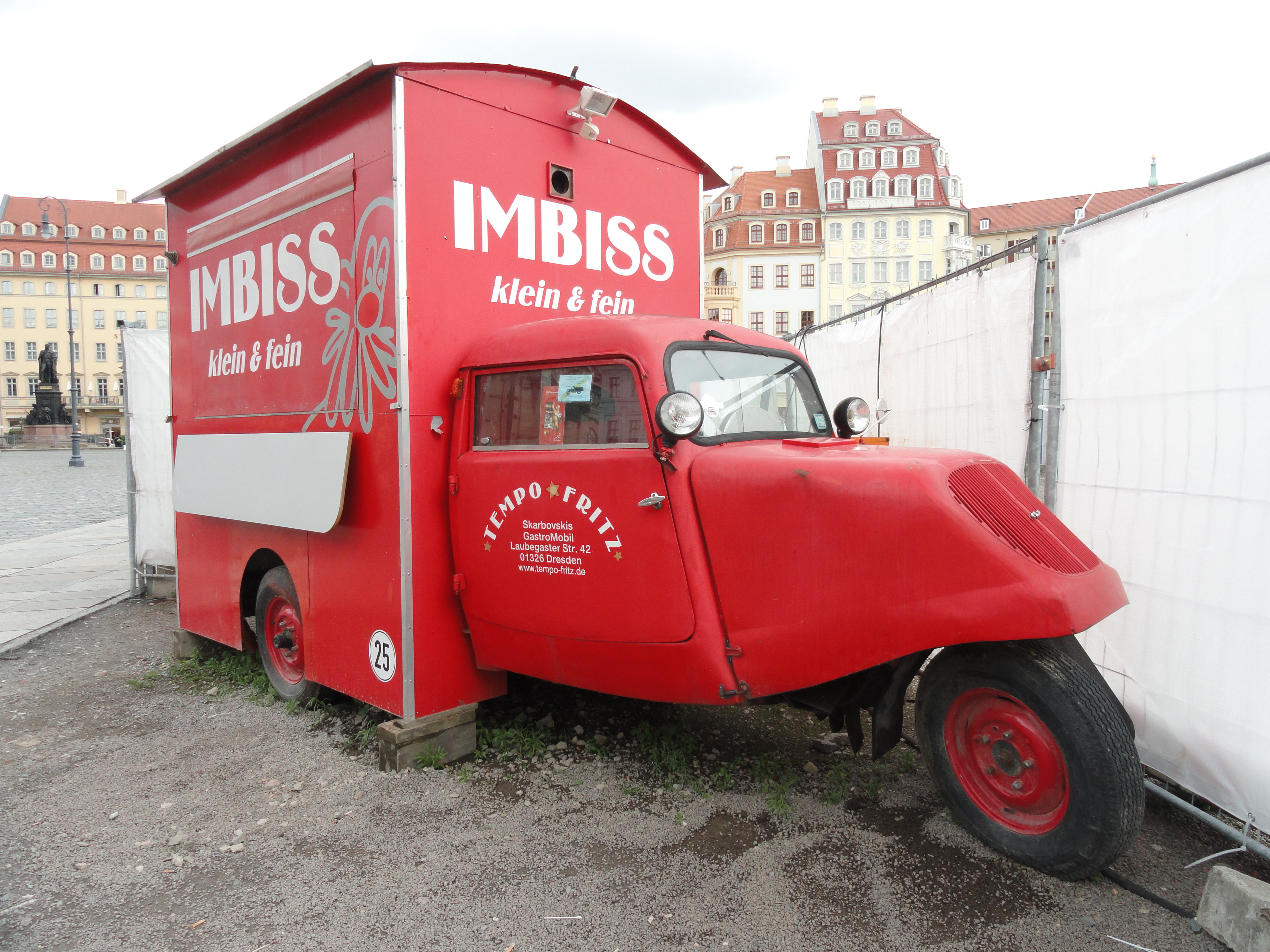
Imbissstand von Tempo-Fritz am Neumarkt (2012)

Nach einer Lehre im Dresdner Flugzeugwerk in Klotzsche und einer Tätigkeit im Dresdner Kulturamt eröffnete Skarbovskis in den 1980er Jahren in Niederpoyritz eine private Töpferei. Nach der deutschen Wiedervereinigung, als Skarbovskis wegen mangelnder Konkurrenzfähigkeit seine Töpferei schließen musste, entwickelte er gemeinsam mit dem Verkehrsmuseum Dresden das Konzept eines Imbissstandes, der passend zum Museumsthema auf einem historischen Fahrzeug aufgebaut wurde. Beim bewusst gewählten Dreirad Tempo Hanseat handelte es sich zwar nicht um einen Oldtimer aus dem Hamburger Tempo-Werk, sondern um einen indischen Bajaj Tempo, gleichwohl konnte die Marke „Tempo“ verwendet werden.
Mit diesem roten Imbissstand inmitten des im Wiederaufbau befindlichen Neumarktareals zwischen Frauenkirche, Verkehrsmuseum und Kulturpalast zog „Tempo-Fritz“, wie er ab etwa 2002 genannt wurde, seit 1999 Einheimische, Touristen, Bauarbeiter, aber auch Persönlichkeiten wie die Puhdys und Sigmund Jähn an. Dabei hatte er immer wieder Konflikte mit den Behörden, die oftmals tagelang die Dresdner Öffentlichkeit beschäftigten. Insgesamt musste er innerhalb von 10 Jahren – zwischen 1999 und 2009 – durch Behörden und den Baufortschritt bedingt, 13 Mal den Standort wechseln.
Mit einem extra zu diesem Zweck umgebauten und in den Dresdner Stadtfarben lackierten zweiten Imbiss-Tempo war er im Mai 2009 als Repräsentant der Stadt Dresden – ein Vorschlag der Oberbürgermeisterin Helma Orosz – zwei Wochen in Dresdens Partnerstadt Hamburg. Zur gleichen Zeit lief im Hamburger Museum der Arbeit die Sonderausstellung „Tempo! Auf drei Rädern ins Wirtschaftswunder“.
Er starb im Januar 2016 nach einer Operation und wurde auf einem anonymen Urnenfeld des Heidefriedhofs bestattet. Fritz Skarbovskis, dessen Mutter aus Riga stammte, war zweimal verheiratet und hatte mit beiden Ehefrauen insgesamt fünf Kinder.